# Wrong Turn at Tahoe
Wrong Turn at Tahoe is een Amerikaanse actiethrillerfilm uit 2009 van regisseur Franck Khalfoun met Cuba Gooding jr. en Miguel Ferrer in de hoofdrollen. De opnames gebeurden in Spokane (Washington). Op 17 november 2009 kende de film zijn première bij Netflix. Op 12 januari 2010 verscheen hij op dvd in de VS.

## Verhaal
Joshua int schulden voor maffiabaas Vincent. Als hij hoort dat een drugsdealer genaamd Frankie Tahoe Vincent wil vermoorden gaan ze die opzoeken, en Vincent slaat hem dood met een knuppel. Ze worden hierop bij maffialeider Nino geroepen. Als Tahoe's baas zijn zijn belangen geschaadt en hij eist compensatie. Vincent weigert en ze gaan weer weg.
Terug thuis vindt Vincent zijn vrouw vermoord terug. Op wraak belust keren ze 's nachts terug naar Nino's huis, breken in en vermoorden zijn handlangers. Maar Nino grijpt een wapen en Vincent en Nino schieten elkaar neer. Nino overlijdt korte tijd later. Op hun weg naar buiten wordt Joshua geraakt door Nino's vrouw, en hij schiet haar prompt neer.
Vervolgens rijden ze naar een dokter. Joshua denkt terug aan zijn vader, een drugsverslaafde die ooit door Vincent werd vermoord. Hij drukt zijn wapen tegen Vincents slaap waarop Vincent zegt dat hij te trouw is om hem te doden; waarop Joshua antwoord: "Het ligt in mijn aard".

## Rolverdeling
- Cuba Gooding jr. als Joshua, de protagonist.
- Miguel Ferrer als Vincent, Joshua's werkgever; een laaggeplaatste maffiabaas.
- Harvey Keitel als Nino, een hooggeplaatste maffiabaas.
- Johnny Messner als Mickey, Joshua's handlanger.
- Alex Meneses als Marisa, Vincents vrouw.
- Mike Starr als Paulie, een drugsverslaafde oude vriend van Vincent.
- Noel Gugliemi als Frankie Tahoe, een drugsdealer.
- Leonor Varela als Anna, Nino's vrouw.